# ماتیاس سیلتانن
ماتیاس سیلتانن (انگلیسی: Matias Siltanen؛ زادهٔ ۲۹ مارس ۲۰۰۷) بازیکن فوتبال اهل فنلاند است که در حال حاضر برای باشگاه فوتبال دیورگاردن بازی می‌کند. 
از باشگاه‌هایی که در آن بازی کرده است می‌توان به باشگاه فوتبال دیورگاردن اشاره کرد.

## دوران ملی
وی همچنین در تیم‌های ملی فوتبال زیر ۱۵، ۱۶، ۱۷، ۱۸ و ۱۹ سال فنلاند بازی کرده است.

## دوران باشگاهی

### سال‌های اولیه
در ۱۲ ژانویه ۲۰۲۳، سیلتانن اولین قرارداد حرفه‌ای خود را با باشگاه کوپس امضا کرد که به مدت دو سال با گزینه تمدید برای یک سال اضافی بود. او در تاریخ ۱۱ فوریه ۲۰۲۳، در یک باخت لیگ‌کاپ فنلاند در برابر ایلفس، اولین بازی خود را برای تیم اصلی کوپس انجام داد. در ماه ژوئن، او مدتی را در باشگاه دانمارکی ای‌جی‌اف به عنوان بازیکن آزمایشی گذراند. پس از فصل ۲۰۲۳، سیلتانن به عنوان بهترین بازیکن جوان سال توسط فدراسیون فوتبال فنلاند معرفی شد.

### کوپس
در ۶ آوریل ۲۰۲۴، در سن ۱۷ سالگی، سیلتانن در لیگ برتر فوتبال فنلاند با تیم اصلی کوپس به میدان رفت و به عنوان بازیکن اصلی در بازی افتتاحیه فصل ۲۰۲۴، در یک پیروزی خانگی ۳–۱ در برابر باشگاه فوتبال هلسینکی بازی کرد. او اولین گل خود را در لیگ در ۷ ژوئیه، در یک پیروزی خانگی ۳–۱ در برابر گنیستان به ثمر رساند. در ۱۰ ژوئیه، باشگاه گزینه تمدید قرارداد او را برای فصل ۲۰۲۵ فعال کرد. در ۲۱ سپتامبر ۲۰۲۴، سیلتانن و کوپس عنوان جام حذفی فوتبال فنلاند را با پیروزی ۲–۱ در برابر باشگاه فوتبال اینتر تورکو در فینال کسب کردند. در ۱۹ اکتبر، سیلتانن و کوپس قهرمان لیگ برتر فوتبال فنلاند شدند و اولین دوگانه تاریخ باشگاه را تکمیل کردند.
در اواخر سال ۲۰۲۴، سیلتانن در فهرست برجسته‌ترین بازیکنان زیر ۲۰ سال جهان مورد توجه قرار گرفت. سپس او به عنوان یکی از ۶۰ استعداد جوان برتر فوتبال جهان توسط گاردین معرفی شد. او سومین بازیکن فنلاندی بود که در این فهرست پس از کان کایرینن در ۲۰۱۵ و سرگی ارمنکو در ۲۰۱۶ قرار می‌گیرد.
در طول فصل اول خود با تیم اصلی کوپس، سیلتانن ۱۷ ساله نقش مهمی ایفا کرد و در ۴۲ بازی شرکت کرد و در مجموع یک گل به ثمر رساند و پنج پاس گل داد. او همچنین به عنوان بهترین بازیکن تازه‌کار سال در وییکاوسلیگا شناخته شد.

## زندگی شخصی
پدر او، مارکو سیلتانن نیز بازیکن فوتبال بود که در دهه ۹۰ برای باشگاه فوتبال کوپیون پالوسئورا بازی می‌کرد.